# Friedrich Schulze (Theologe)

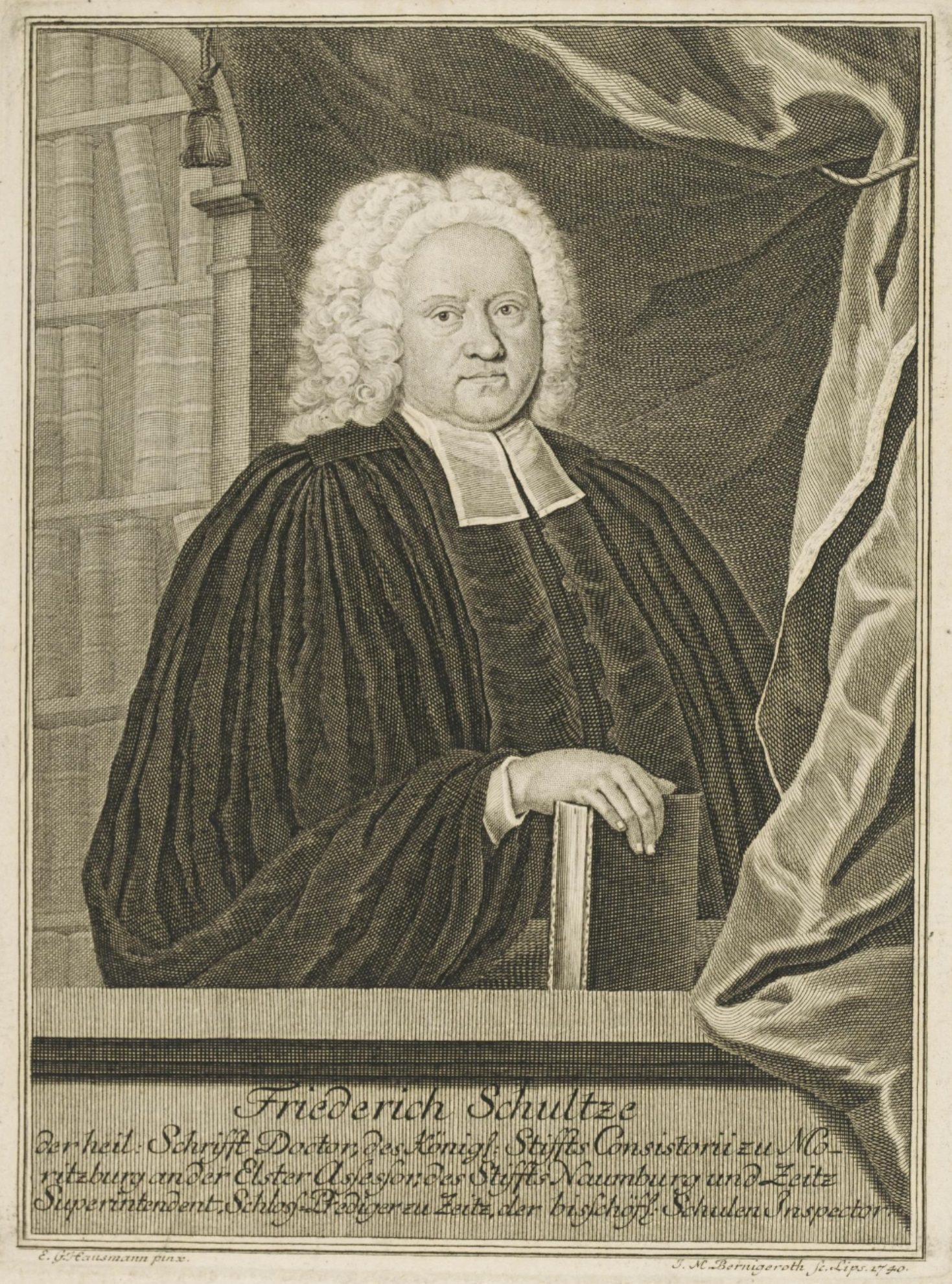
Friedrich Schulze, Porträt von Elias Gottlob Haußmann (Maler) und Martin Bernigeroth (Stecher), 1740

Friedrich Schulze, auch Schultze, (* 8. Oktober 1690 in Güldengossa; † 16. März 1766 in Zeitz) war ein lutherischer Geistlicher und Theologe. Von 1735 bis zu seinem Tod war er Schlossprediger und Superintendent des Stifts Naumburg-Zeitz in Zeitz.

## Leben
Schulze besuchte Schulen in Wurzen und Leipzig. 1706 begann er in Leipzig das Universitätsstudium und erlangte 1709 den Magistergrad. 1715 wurde er Mittagsprediger an St. Pauli in Leipzig. Nach der Ordination am 26. Mai 1719 erhielt er die Pfarrstelle in Audigast. 1723 wurde er Subdiakon (3. Prediger) an der Stadtkirche St. Wenzel in Naumburg. 1731 wechselte er nach Zeitz, wo er bis 1735 Oberpfarrer an der Nikolaikirche, danach Prediger an der Schlosskirche, außerdem ab 1736 Stiftssuperintendent, Konsistorialassessor und Schulinspektor war. 1739 wurde er in Wittenberg zum Dr. theol. promoviert.
Am 8. November 1728 heiratete er in der Leipziger Thomaskirche Johanna Elisabeth Weiß, die Tochter des Theologen Christian Weiß senior. Bei der Brautmesse wurde möglicherweise zum ersten Mal Johann Sebastian Bachs Trauungskantate O ewiges Feuer, o Ursprung der Liebe (BWV 34) zur Aufführung gebracht.
Schulze schrieb das Vorwort zu dem von Georg Christian Schemelli 1736 herausgegebenen umfangreichen Musicalischen Gesang-Buch […] vornemlich denen Evangelischen Gemeinen im Stifte Naumburg-Zeitz gewidmet, das durch die musikalische Mitwirkung Johann Sebastian Bachs berühmt wurde. Darin zeigt er durch mehrmalige betonte Verwendung des Begriffs Wiedergeburt seine Nähe zum Pietismus.
Schulze kommt als Textdichter des Generalbasslieds Mein Jesu, was vor Seelenweh (BWV 487) in Frage, dessen anonymer Autor in Schemellis Gesangbuch nur mit der Initiale „S.“ bezeichnet ist.